# Atco Records
Atco Records és una companyia discogràfica estatunidenca subsidiària de Warner Bros. Records i que opera a través de Rhino Entertainment.

## Història
Atco Records va ser fundada el 1955 per Herb Abramson, com un subsegell d'Atlantic Records, amb la intenció de cobrir aquells grups i artistes que Atlantic no podia contractar a causa del seu estil musical, ja que fins a 1968 Atlantic només firmava amb grups i artistes que practicaven jazz, blues, soul i R&B. A més, Atco s'encarregava de contractar tots els artistes no afroamericans. El nom d'Atco Records és simplement una abreviatura d'ATlantic COrporation.
El 1964, Atco va editar el single "Ain't She Sweet" dels Beatles als Estats Units, que va arribar al lloc 19 de la llista del Billboard l'agost de 1964. Seguint l'estrebada, va publicar el disc Ain't She Sweet amb cançons dels Beatles, Tony Sheridan i versions de cançons de grups de la invasió britànica interpretats pels Swallows.
En la dècada de 1980, Atco va funcionar com a distribuïdora dels segells RSO Records, Rolling Stones Records, Volt Records i Ruthless Records.
L'últim número u publicat per Atco Records va ser "If Wishes Came True" de Sweet Sensation el 1990. Un any després, Atlantic va fusionar Atco amb Eastwest Records, quedant com Atco/Eastwest Records. El 1993 es va eliminar "Atco", quedant simplement com Eastwest Records. Des de llavors, el logo d'Atco i el seu nom només s'han vist en reedicions de material antic.
Tanmateix, l'any 2006 Atlantic va recuperar Atco unint-lo amb Rhino Entertainment, col·locant com a màxim mandatari de la firma a Karen Ahmet, antiga directiva de Warner, i amb base a Los Angeles.

## Artistes d'Atco Records
- Steve Arrington / Steve Arrington's Hall Of Fame
- Grand Funk Railroad
- The Beatles
- Ginger Baker (Ginger Baker's Air Force)
- Bee Gees
- Mr. Acker Bilk
- Blind Faith
- Blue Magic
- Buffalo Springfield
- The Capitols
- Change
- Eric Clapton
- The Coasters
- Arthur Conley
- Cream
- Bobby Darin
- Spencer Davis Group
- Dr. John
- Dream Theater
- Julie Driscoll, Brian Auger & The Trinity
- Bent Fabric
- Fatback
- The Fireballs
- Genesis
- R.B. Greaves
- Tim Hardin
- Donny Hathaway
- Jorgen Ingmann
- INXS
- Scarlett Johansson
- Iron Butterfly
- Deon Jackson
- Ben E. King
- King Curtis
- Last Words
- Loudness
- Lulu
- Pantera
- Michel'le
- Pat & The Satelites
- The Persuaders
- Ratt
- Otis Redding
- Bob Rivers
- The Robins
- The Rose Garden
- Shadows Of Knight
- Slave
- Sonny & Cher
- The System
- Tangiers
- Nino Tempo & April Stevens
- Pete Townshend
- The Troggs
- Vandenburg
- Vanilla Fudge
- Dee Dee Warwick
- Yes